# Domino (James Bond)
Domino är namnet på en bondbrud i James Bond-boken Åskbollen från 1961 och i James Bond-filmerna Åskbollen från 1965 och Never Say Never Again från 1983. I boken Åskbollen heter hon Dominetta "Domino" Vitali, i filmen Åskbollen heter hon Dominique "Domino" Derval och i Never Say Never Again heter hon Domino Petachi.
Domino är, enligt boken, född i Bolzano och 29 år. Hon heter egentligen Petacchi men har tagit artistnamnet Vitali. Hon är älskarinna åt huvudskurken i Åskbollen Emilio Largo och syster till flygofficeraren Giuseppe Petacchi (Francois Derval i filmen Åskbollen). Brodern Giuseppe anlitas av S.P.E.C.T.R.E. som medhjälpare men blir mördad direkt efter slutfört uppdrag. SPECTRE, med Largo som överbefälhavare för operationen, lyckas stjäla två atombomber och kräver USA och Storbritannien på 1 miljard pund mot ett tillbakalämnande av bomberna.
Helt ovetande följer Domino Largo till Bahamas där Largo gömt bomberna. Hon träffar Bond som så småningom talar om för henne att brodern är död och att det var Largo som lät döda honom. Förkrossad lyckas Bond övertala henne att hjälpa honom avslöja gömstället så SPECTRE:s utpressningsförsök kan stoppas.  
I filmen Åskbollen dödar Domino Largo genom att skjuta honom med en harpun i ryggen under slutstriden mellan Bond och Largo och hans närmaste hantlangare på Largos lyxyacht Disco Volante. I Never Say Never Again, liksom i boken, dödar hon Largo under en undervattensbatalj mellan Bond och Largo.
Domino spelas i Åskbollen av fransyskan Claudine Auger och i Never Say Never Again av Kim Basinger.